# Tricimba flavigena
Tricimba flavigena är en tvåvingeart som beskrevs av Ismay 1993. Tricimba flavigena ingår i släktet Tricimba och familjen fritflugor. Inga underarter finns listade i Catalogue of Life.